# ريتشارد كونيل
ريتشارد ادوارد كونيل جونيور. (بالإنجليزية: Richard Connell)‏(October 17, 1893 – November 22, 1949) كان مؤلفا امريكيا وصحفيا أكثر ما جعله معروفا هي قصته التي تدعى اللعبة الأكثر خطورة كونيل كان واحدا من أهم كاتبي القصص القصيرة الأمريكية في زمنه وقصصه نشرت في صحف شهيرة.
وُلد ريتشارد إدوارد كونيل في مدينة بوكيبسي، نيويورك، في 17 أكتوبر 1893. عمل والده في مجلس النواب الأمريكي لمدة عام تقريبًا قبل وفاته في أكتوبر 1912. منذ طفولته، أظهر كونيل موهبة ملحوظة في الكتابة، وأصبح محررًا لصحيفة محلية، "بوكيبسي نيوز-برس"، وهو في السادسة عشرة من عمره. خلال دراسته في جامعة جورجتاون، عمل كسكرتير ومساعد لوالده في الكونغرس، لكنه غادر واشنطن بعد عام واحد فقط ليقاتل في أوروبا خلال الحرب العالمية الأولى. عند عودته إلى الولايات المتحدة، التحق بجامعة هارفارد، حيث حرر مجلتي "هارفارد لامبون" و"هارفارد كريمسون".
بدأ كونيل مسيرته في الكتابة الحرة في عام 1919، واستمرت فترة إنتاجه الغزير لأكثر من ثلاثة عقود. من منزله في بيفرلي هيلز، كاليفورنيا، نشر أربع روايات، وأربع مجموعات قصصية، وكتب العديد من السيناريوهات لهوليوود، بالإضافة إلى العديد من المقالات للصحف المحلية. سرعان ما اعترفت النقاد بكونيل كأستاذ جديد لفن القصة القصيرة، وظهرت قصصه بانتظام في مجلات مشهورة مثل "كوليرز ويكلي" و"السبت إيفنينغ بوست"، بالإضافة إلى المنشورات الأجنبية. نشر أكثر من 300 قصة قصيرة خلال حياته، بما في ذلك قصص مشهورة مثل "صديق نابليون"، و"اللورد فونتلروي الكبير"، و"بطل مطبخ الشيطان"، و"شششش". كانت قصته القصيرة "اللعبة الأكثر خطورة"، التي نُشرت لأول مرة في عام 1924، أكبر نجاح له، وفازت بجائزة O. Henry Memorial المرموقة. واصل كتابة القصص القصيرة حتى وفاته بسبب نوبة قلبية في عام 1949.

## المؤلفات
ريتشارد كونيل معروف بشكل خاص بعمله المغامر "اللعبة الأكثر خطورة"، لكن أعماله الكوميدية تعد أيضًا روائع في بناء الشخصيات والسخرية. بينما تتابع قصة "اللعبة الأكثر خطورة The Most Dangerous Game" مغامرة البطل التقليدي القوي الإرادة، فإن أعمالًا مثل "صديق نابليون A Friend of Napoleon" و"الرجل الذي يمكنه تقليد النحلة The Man Who Could Imitate a Bee" تركز على شخصيات غريبة وقصص مدهشة تكسر التقاليد الأدبية حتى بمعايير العصر الحديث. هذه القصص مليئة بالمرح والعواطف، وتستحق القراءة بجدارة.
بعض أعمال كونيل تنتقد المجتمع بشكل حاد، مثل "السمعة"، التي تتناول الهوس الجماعي المتأثر بالإعلام بمشاهدة معاناة الآخرين، أو "معركة ساحة واشنطن" التي تسلط الضوء على التناقض بين تمجيد الجنود قبل الحروب وعدم الاكتراث بهم بعدها. في أحيان أخرى، تتخذ أعماله طابعًا بسيطًا أشبه بالقصص الأخلاقية للأطفال، مثل قصة "الشرف بين الرياضيين"، التي تدور حول صيادي الكمأ الفرنسيين بأسلوب ساخر ومبهج.
رغم أن قصة "آخر المتباطئين" مليئة بالكليشيهات الرخيصة للقرن العشرين عن السكان الأصليين في أمريكا، فإن النقد الرئيسي لكونيل موجه مرة أخرى إلى ثقافته الغربية نفسها، وإلى فكرة الحضارة الزائفة.
رواية "القردة والملائكة"، التي تعتبر مصدر العديد من القصص القصيرة، تُعد إشارة إلى نقد بنيامين دزرائيلي لنظرية داروين للتطور، والذي قال فيه: "السؤال هو: هل الإنسان قرد أم ملاك؟ وأنا إلى جانب الملائكة".
غالبًا ما تكون شخصيات كونيل في هذا الكتاب غريبة الأطوار أو بسيطة التفكير، لكن النقد الحقيقي موجه إلى المجتمع الجنوني المحيط بها، الذي يشبه في سلوكه القردة أكثر من الملائكة. معًا، تقدم هذه القصص حجة قوية بأننا بالتأكيد أقرب إلى القردة منا إلى الملائكة.

## اللعبة الاكثر خطورة
كانت قصة "اللعبة الأكثر خطورة" مغامرة ومثيرة، مما جعلها تحظى بشعبية كبيرة بين القراء. جمعت القصة بين عناصر الأدب الشعبي والخيال الأدبي، حيث قدمت أحداثًا سريعة الإيقاع وجوًا قوطيًا مخيفًا ومليئًا بالغموض والرعب والغرابة. نُشرت لأول مرة في مجلة "كوليرز Collier's" في 19 يناير 1924، مع رسوم توضيحية للفنان ويلموت إيميرتون هايتلاند. تدور القصة حول صياد للحيوانات الكبيرة من مدينة نيويورك يسقط من يخت ويسبح إلى جزيرة معزولة في منطقة الكاريبي، حيث يجد نفسه مطاردًا من قبل أرستقراطي روسي. استُلهمت القصة من رحلات الصيد الشهيرة في إفريقيا وأمريكا الجنوبية التي كانت شائعة بين الأثرياء الأمريكيين في عشرينيات القرن الماضي. تُعد "اللعبة الأكثر خطورة" واحدة من العديد من الأعمال التي أصبحت جزءًا من الملكية العامة في الولايات المتحدة في عام 2020.
أنتجت هوليوود فيلمًا مقتبسًا عن القصة بعد ثماني سنوات من نشرها في عام 1932، حيث واجه رينسفورد وثنائي أخ وأخت ناجين من تحطم سفينة الجنرال الشرير زاروف. كان الفيلم "التوكيسي" (الأفلام المبكرة الناطقة) سريع الوتيرة، وقدم أداءات قوية، وحقق إثارة لاهثة جعلته كلاسيكيًا على الفور.
تم تكييف القصة مرتين في برامج إذاعية شعبية في الأربعينيات، الأولى قام ببطولتها أورسون ويلز بدور الجنرال زاروف، والثانية قام ببطولتها جوزيف كوتين بدور رينسفورد. أصبح سيناريو "البشر يصطادون البشر" الذي ظهر في "اللعبة الأكثر خطورة" مصدر إلهام لا يُحصى للأفلام والحلقات التلفزيونية والروايات الأخرى، التي حاولت استعادة الرعب المثير للأعصاب الذي حملته قصة كونيل الأصلية.

## روابط خارجية
- ريتشارد كونيل على موقع IMDb (الإنجليزية)
- ريتشارد كونيل على موقع ألو سيني (الفرنسية)
- ريتشارد كونيل على موقع أول موفي (الإنجليزية)
- ريتشارد كونيل على موقع قاعدة بيانات الأفلام السويدية (السويدية)
- ريتشارد كونيل على موقع قاعدة بيانات الفيلم (الإنجليزية)
- ريتشارد كونيل على موقع كينوبويسك (الروسية)